# ロバート・リビングストン・ジ・エルダー
ロバート・リビングストン（Robert Livingston the Elder, 1654年12月13日 - 1728年10月1日）は、ニューヨーク植民地の役人、毛皮貿易商人、Livingston Manorの初代の主。1679年にアリダ・スカイラー（ニコラス・ヴァン・レンセラーの未亡人）と結婚し、フィリップ (en) 、ロバート (en) 、ギルバートなど9人の子をもうけており、ロバート・リビングストン・ザ・ヤンガーの叔父、フィリップ・リビングストン、ウィリアム・リビングストンの祖父にあたる。

## 生い立ち
スコットランド、Roxburghshireのジェドバラ近くのAncrumの村でジョン・リビングストン牧師の7人の子の一人として生まれた。ジョンは第4代リビングストン卿 (en) ウィリアムの子孫で、スコットランド国教会の教役者であった。ジョンは1663年に流罪となり、家族はオランダ共和国のロッテルダムで育ったが、そのためオランダ語が堪能になり、後に旧オランダ植民地ニューネーデルラントでこれが大いに助けとなった。

## 経歴
1673年の父ジョンの死後、ロバートはスコットランドに戻り、次いで北アメリカで一旗揚げようとボストンへ渡航した。オールバニに引っ越し、毛皮貿易で裕福になり、16万エーカー（650km²）の土地を得た。その土地は後にコロンビア郡とダッチェス郡のLivingston Manorとなった。
リビングストンは義兄弟ピーター・スカイラーと共に、オールバニでライスラーの反乱に対抗した。1695年にCommissioners for Indian Affairsになり、死ぬまで務めた。1696年、ウィリアム・キッドの私船Adventure Galleyを支援した。1709年から1711年と1716年から1725年にニューヨーク植民地議会の代表を務め、1718年に議長に選出された。

## 家族・子孫
息子ギルバートはコーネリア・ビークマン（スケネクタディ市長ヴィルヘルム・ビークマンの孫）と結婚し、その娘はニューヨーク州副知事ピエール・ヴァン・コートランドと結婚した。もう一人の娘マーガレット・リヴィングストンはピーター・ストイフェサントの曾孫ピーター・ストイフェサント（1727年 – 1805年）と結婚した。その息子ニコラス・ウィリアム・ストイフェサント（1769年 - 1833年）はギルバートの曾孫キャサリン・リビングストン・Readeと結婚した。
姪キャサリン・スカイラーはアレント・スカイラー・デ・ペイスターと結婚した。
著名な子孫としてアメリカ合衆国大統領ジョージ・H・W・ブッシュとジョージ・W・ブッシュ、エレノア・ルーズベルト、ニューヨークのファーストレディアンナ・モートン、俳優モンゴメリー・クリフトとマイケル・ダグラス、女優ジェーン・ワイアット、詩人ロバート・ローウェル、撮影監督フロイド・クロスビーと息子のデヴィッド・クロスビー、作家ウォルコット・ギブス、アスター家などが挙げられる。
リビングストンの意志で、Livingston Memorial Church and Burial Groundが設立された。そこは1985年にアメリカ合衆国国家歴史登録財となっている。